# Marcin Latałło
Marcin Latałło (ur. 9 marca 1967 w Warszawie) – polski reżyser i scenarzysta filmowy, również aktor i tłumacz.

## Życiorys
Wnuk Katarzyny Latałło, syn pisarki Marii Stauber i reżysera Stanisława Latałło. Wychowywał się w Niemczech i we Francji. Ukończył historię sztuki na Sorbonie w Paryżu i studia na Wydziale Reżyserii Filmowej na La Fémis w Paryżu. W 2000 roku przyjechał do PWSFTviT w Łodzi na staż operatorski i pozostał w Polsce.
Pracował na planie u Andrzeja Wajdy, Agnieszki Holland; był tłumaczem Krzysztofa Kieślowskiego przy filmie Podwójne życie Weroniki i scenariuszy trylogii Trzy kolory.
Swojemu ojcu poświęcił dwa dzieła: film dokumentalny zatytułowany Ślad (1996, wyróżnienie na Ogólnopolskim Festiwalu Filmów Krótkometrażowych w Krakowie i festiwalu filmowym w Łagowie) oraz książkę Portret niedokończony – o Stanisławie Latałło (Korporacja Ha!art, 2004). W 2006 dla Telewizji Polskiej (TVP1) zrealizował film dokumentalny Konstelacje oraz dla telewizji Arte film dokumentalny Notre rue (tytuł polski Nasza ulica).
Członek Stowarzyszenia Filmowców Polskich.

## Filmografia
Opracowano na podstawie materiału źródłowego.
Aktor
- Obywatel Jones (2019)[7]
- Marynarz z Łodzi (2018)
- Trzy razy mama (2012)
- Europa, Europa (1990)
- Witamy w Anglii (1987)
- Iluminacja (1972)

Reżyser
- Marynarz bez Łodzi (2019)
- Marynarz z Łodzi (2018)
- Nowy sen – Krzysztof Warlikowski (2013)
- Moja ulica (2012)
- Druga strona plakatu (2010)
- Trzy uściski dłoni (2009)
- Konstelacje (2006)
- Nasza ulica (2006)
- Debiut (2004)
- Ślad (1996)